# Josep Mussons i Mata
Josep Mussons i Mata   (Igualada, 15 de juliol de 1925 - Barcelona, 17 d'abril de 2021) fou un empresari i dirigent esportiu català.
Va ser membre de la junta directiva del Futbol Club Barcelona des de 1978 fins al 2000 durant la presidència de Josep Lluís Núñez, assumint els càrrecs de President de les Seccions Esportives (1978–1979) i Vicepresident tercer i President del Futbol Base (1980-2000). Fou un dels principals gestors de la Masia, l'escola i residència dels joves del club. L'any 2000, quan va deixar la junta directiva, va ser nomenat President d'Honor de Futbol Base.
A nivell empresarial va ser un dels fundadors a l'estat Espanyol de l'empresa de pa de motlle Bimbo, on fou gerent de fàbrica, director d'àrea i director general des de 1964 fins que es va retirar l'any 1995. Fou cofundador de la Fira Alimentària i directiu de l'Associació d'Indústries d'Alimentació i Begudes i de Transprime.
Durant 14 anys, entre 1981 i 1995, va ser conseller general i secretari del Consell d'Administració de la Caixa, primer a la Caixa de Barcelona i, després de la fusió, a la Caixa d'Estalvis i Pensions de Barcelona, durant la presidència de Joan Antoni Samaranch. També fou conseller d'Acesa, d'Acesa Logística, de Túnel del Cadí, d'Aucat i d'Areamed.

## Orígens
Josep Mussons nasqué el 15 de juliol de 1925 al número 100 del carrer de la Soledat d'Igualada, fill de Jaume Mussons Capdevila i Ramona Mata Miquel. Vuit mesos després es traslladaren a la Rambla Sant Ferran i posteriorment al carrer Òdena. Cursà estudis als Escolapis d'Igualada, com a perit mercantil, i posteriorment es diplomà en Direcció i Administració d'Empreses per ESADE. De jove Josep Mussons s'aficionà al futbol. En acabar la guerra civil espanyola, fundà un equip juvenil anomenat "Aspirantat d'A.C." que reunia aspirants d'Acció Catòlica. A l'edat de 14 anys perdé el seu pare, qui li deixà una cartera d'assegurances, que el jove Mussons continuà amb l'ajut d'un oncle. També comercialitzà muntanyes d'escorça, que adquirien els blanquers igualadins. Va ser fundador i director del setmanari "Igualada Deportiva", que es feia ressò de les activitats de les 17 entitats esportives que hi havia en aquell moment a Igualada. Fou promotor teatral, delegat d'Educación y Descanso, i muntà l'organització boxística d'Igualada. Practicà com a comentarista esportiu radiofònic en una emissora pirata situada a les golfes de Josep Maria Prat, que l'alcalde Matosas posteriorment semi-oficialitzà com a Ràdio Igualada. Amb altres dos socis, va costejar la construcció del Velòdrom d'Igualada. Amb el pseudònim "Juan Balón" signà articles al butlletí del CF Igualada entre 1944 i 1947 i a "Igualada Deportiva" (1951-1954).
L'any 1948 entrà com a vocal del CF Igualada, club on l'any 1950 fou nomenat secretari general i que presidí durant la temporada 1961-62. Durant la seva presidència el club igualadí afegí unes ratlles blanques al jersei dels jugadors. L'any 1965 Mussons traslladà la seva residència a Barcelona, a causa de les seves responsabilitats a Bimbo. L'any 1978 fou escollit entre els cinc primers socis d'honor del C.F. Igualada.
Josep Mussons va ser president de la Confraria del Cargol de Barcelona, confrare de Mèrit de la Confraria de la Vinyala de l'Anoia, i President d'honor de l'Associació d'Igualadins Forans.
Morí el 17 d'abril de 2021 a Barcelona, a l'edat de 96 anys, víctima de la COVID-19.

## Empresa Bimbo (1964-1995)
L'empresa Bimbo va ser fundada a Mèxic el desembre de 1945, per empresaris mexicans d'ascendència catalana, pocs mesos després d'acabar-se la Segona Guerra Mundial. El principal èxit de la Bimbo va ser fabricar pa de motlle en un envàs protector i amb alts controls de qualitat, com a suport per àpats informals.
A l'Estat Espanyol l'empresa Bimbo es va crear a Barcelona, el 4 de març de 1964, amb Josep Mussons com un dels fundadors. Les activitats productives es van iniciar el 21 de febrer del 1965, quan el primer pa de motlle, rèplica del primer Bimbo de Mèxic, va sortir de la planta de Granollers. Els començaments van ser difícils i després de diverses aliances Bimbo experimentà el seu creixement més important a partir de la dècada de 1980. L'any 1970, Josep Mussons, llavors director de Bimbo, ideà el conegut àlbum de cromos anomenat "El porqué de las cosas" que explicava el perquè de les coses. Aquesta idea es gestà a la Fonda Europa de Granollers, on l'equip directiu de Bimbo es solia reunir per dinar. Representants de la casa Bimbo visitaren molts col·legis, repartint àlbums i cromos entre els nens per iniciar la col·lecció.
Josep Mussons, pare de 4 fills, es jubilà de Bimbo l'any 1995, als 70 anys.

## Junta Directiva del FC Barcelona (1978-2000)
L'any 1978 Josep Mussons formà part de la candidatura a la presidència del FC Barcelona encapçalada pel directiu igualadí Nicolau Casaus. Malgrat perdre les eleccions, finalment ambdós s'integraren a l'equip de Josep Lluís Núñez. Es constituí la primera junta directiva de Núñez amb Casaus, Gaspart i Casals com a vicepresidents i Josep Mussons com a vicetresorer i President de les Seccions Esportives del club. Un dels punts bàsics de Mussons fou transformar la figura de delegat de cada secció, per tal que exercissin com si fossin presidents d'un club independent, amb ingressos de taquilla i televisió, buscant anivellar ingressos i despeses, acceptant publicitat a les samarretes i potenciant el planter.
Degut al seu èxit en la gestió de les seccions durant el primer any, i a la seva fama d'home enèrgic, el 29 de novembre de 1979 Josep Mussons fou designat vicepresident tercer del FC Barcelona, càrrec que mantingué fins a l'any 2000. Com a responsable del futbol base, Mussons fou un dels principals gestors de La Masia, creada l'any 1979.
Durant la presidència de Joan Gaspart, fou designat President Honorífic del futbol base del FC Barcelona i el directiu Jesús Farga agafà el relleu com responsable de futbol base.
Fou l'autor del llibre El Barça vist per dins, publicat l'any 2003 per Pagès Editors, amb pròleg de Miquel Roca i Junyent.

## Premis i distincions
- Millor dirigent esportiu de Catalunya (1999) per l'Associació Catalana de Dirigents de l'Esport.[3]
- Medalla al mèrit esportiu de la Ciutat d'Igualada.[3]
- Medalla del "Consejo Superior de Deportes".[3]
- Medalla de plata de la Creu Roja.[3]
- Escut d'or del Club Natació Igualada.[3]
- Soci d'honor del Club d'Escacs.
- Ex-president i Soci d'Honor del Club de Futbol Igualada
- ”Igualadí de l'Any” (1984)[3]
- President d'Honor de l'Associació d'Igualadins Forans.
- Prohom en Cap de la Confraria Gastronòmica del Cargol.[3]